# Ardoukôba

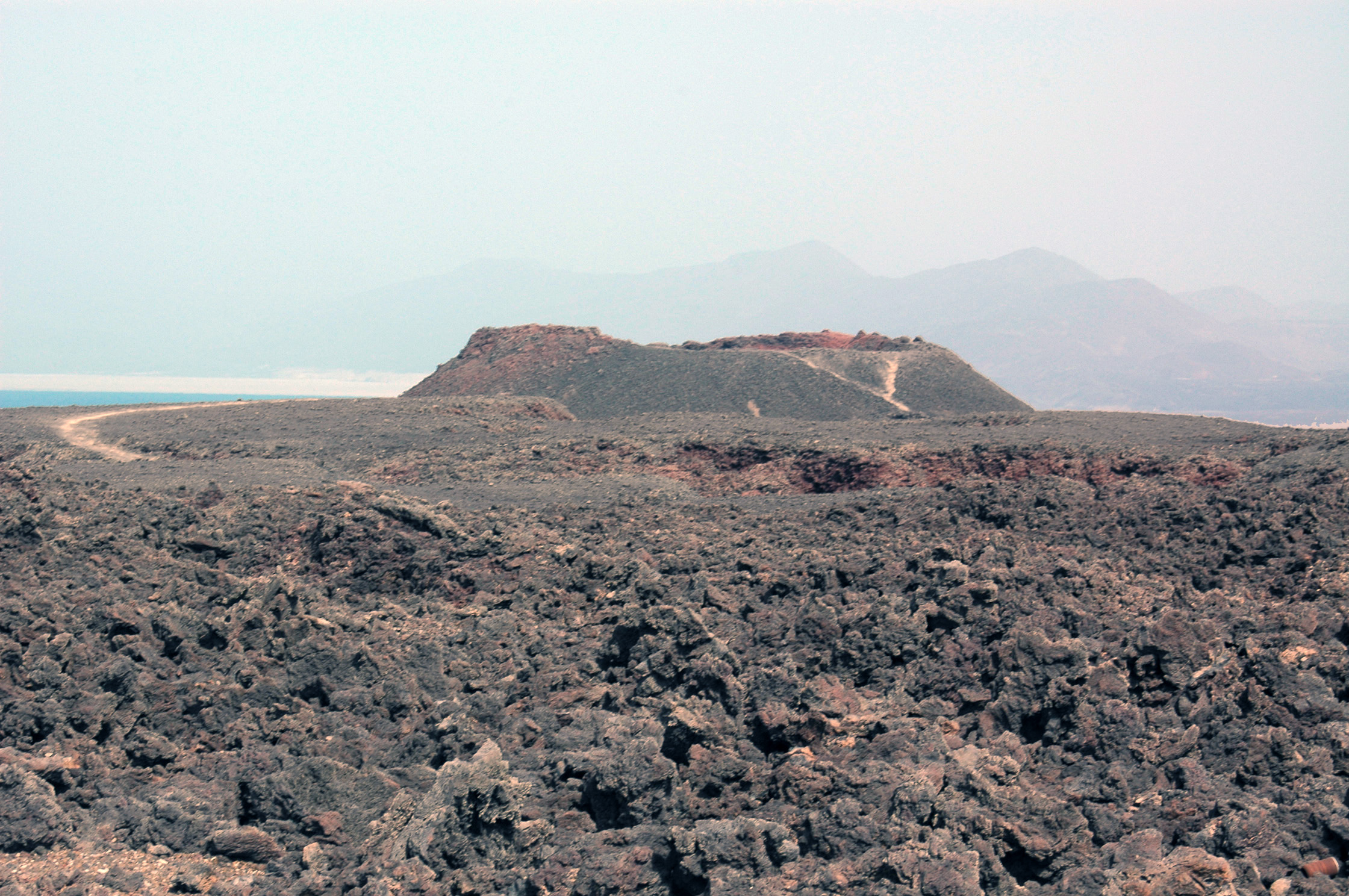
Pohled na vulkán.

Ardoukôba je název vulkanicko-tektonické deprese v Džibutsku, nacházející se mezi jezerem Asal a zálivem Ghoubbat al Kharab. Riftový systém je tvořen několika čedičovými struskovými kužely a čedičovými tufy. Tyto jsou produkovány kontaktem magmatu s vodou. Celý systém je poměrně mladý, jezerní sedimenty jsou staré 5 300 let. Poslední erupce se odehrála v základně riftu, nedaleko pobřeží Rudého moře v roce 1978 a vytvořila lávový proud čedičového složení.